# オルガ・ティス・エラザス (1903-1997)

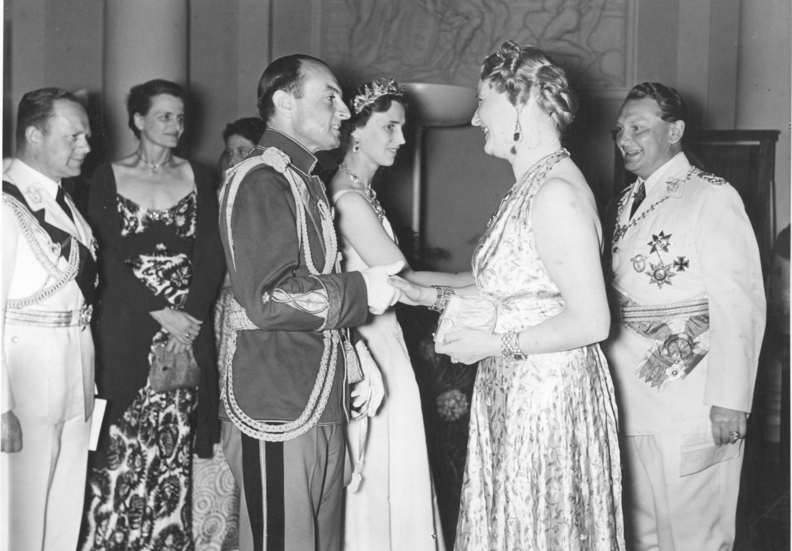
ヘルマン・ゲーリングと妻エミーから歓待を受けるオルガと夫パヴレ、シャルロッテンブルク宮殿にて、1939年

オルガ・ティス・エラザス・ケ・ザニアス（Όλγα της Ελλάδας και Δανίας, 1903年6月11日 - 1997年10月6日）は、ギリシャの王族女性。ゲオルギオス1世の孫娘の1人。ギリシャ及びデンマーク王女。ユーゴスラビア王国の摂政宮パヴレ王子の妃。

## 生涯
ギリシャ王子ニコラオスとその妻のロシア大公女エレナ・ウラジーミロヴナの長女として生まれた。名前は祖母のギリシャ王妃オルガに因む。2人の妹がおり、エリサヴェトはドイツ人カール・テオドール・ツー・テーリンク＝イェッテンバッハ伯爵（ベルギー王妃エリザベートの甥）に、マリナはイギリスのケント公ジョージ王子に嫁いだ。
イギリス人のガヴァネスによって家庭内教育を授けられた。当時の王女の習いで言語、歴史、文学、数学、宮廷の社交マナー、ダンス、乗馬に重点を置いた教育を受けた。三姉妹は両親の都合で、親戚を頼って国外で過ごすことが多かった。母は実家のロシア皇帝一族と強く結びついており、父もまた親戚のデンマーク王室と親しく付き合っていた。一家はデンマーク王クリスチャン9世の子孫たちが一堂に会するコペンハーゲン郊外ヴィズウーア城での毎年恒例の集いにも顔を出した。
第1次世界大戦以前、オルガは何不自由ない暮らしを送ることができていた。しかし1917年、オルガが14歳のときに、伯父コンスタンティノス1世退位の煽りを受けて、ニコラオス王子一家はパリへの亡命を余儀なくされた。母エレナはロシア革命を逃れてパリに来たロシア人亡命者を援助した。

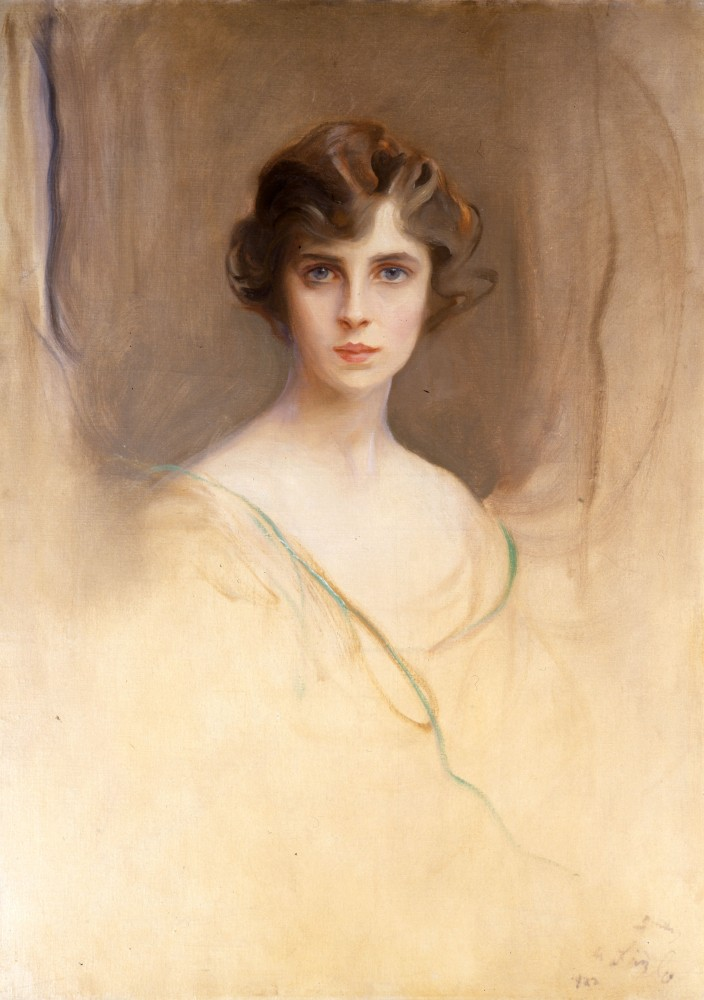
1922年、ラースロー画

1922年、又従兄のデンマーク王太子フレゼリクと婚約したが、結婚は実現しなかった。翌1923年10月22日にベオグラードにおいて、ユーゴスラビア王子パヴレと結婚する。1934年、ユーゴスラビア王アレクサンダル1世が暗殺されると、パヴレは王の遺児で未成年のペータル2世の摂政に就任した。親独的な姿勢で知られたパヴレは、1941年に日独伊三国同盟に加盟調印したことで、親英派にクーデタを起こされて失脚した。一家は第2次世界大戦が終結するまで英領ケニアで自宅軟禁の状態に置かれた。
戦後になっても、1945年以降ユーゴスラビアが共産化したため戻ることができず、スイスローザンヌ、次いでパリに居住した。その間、フィレンツェやロンドンを頻繁に訪問し、ローザンヌのエレナ・ア・ロムニエイや、ロンドンのケント公妃マリナを訪ね、他のイギリス王族たちからいつも歓迎された。
1975年にギリシャは共和制へ移行し、オルガはギリシャ王族の身分を失ったが、デンマーク王女の肩書は終生保つことができた。1976年にオルガは夫に先立たれてから21年間を未亡人として過ごし、主にイギリスで過ごした。1968年にケント公妃マリナが亡くなった時はケンジントン宮殿にアリス・オブ・オールバニと過ごし、それから女王エリザベス2世が取り仕切るクラレンス・ハウスで過ごした。オルガは"注文の多い客人"と評判がついた。
その後体調を崩しがちになり、長らくパリ近郊ムードンの病院に入り1997年に94歳で死去した。遺骸はスイスローザンヌ・ボワ＝ド＝ヴォー墓地の亡夫の墓の隣に葬られた。2012年10月4日、夫パヴレ、次男ニコラ王子の棺とともに、セルビア中部トポラ近郊オプレナツの丘の聖ジョルジェ教会にあるカラジョルジェヴィチ家の大霊廟に改葬された。2016年には長男アレクサンダルも亡くなり同霊廟に埋葬された。

## 子女
夫パヴレとの間に2男1女をもうけた。
- アレクサンダル（1924年 - 2016年）[1]
- ニコラ（英語版）（1928年 - 1954年）
- イェリサヴェータ（1936年 - ）

## 引用
1. ↑   Königlicher Beobachter: Prinz Alexander von Jugoslawien (1924–2016). In: koeniglicherbeobachter.blogspot.de. Abgerufen am 15. Mai 2016.